# 2029年12月5日日食
2029年12月5日日食是一次日偏食，發生於协调世界时2029年12月5日。新月當天（即朔日），地球上觀測到月球和太阳的角距離極小，此時月球如果恰好在月球交點附近，穿過太阳和地球之間，與地球、太阳接近一直線，則會出現日食。由於月球偏北或偏南，本影及偽本影從地球以北或以南經過而未接觸地表，只有半影覆蓋了地球北端或南端部分區域，形成日偏食。此次日偏食月球偏南，出現在南美洲南端、南極洲絕大部分和周邊部分地區。

此次日偏食過程中月影在地表移動的動畫

通常每年有2次日食，而2029年共有4次，全都是日偏食。本次日食是其中第四次，即最後一次。

## 日食概況

### 出現區域
本次日偏食可在智利和阿根廷兩國南端、南乔治亚和南桑威奇群岛、南非極東南海岸，及南極洲除靠近澳大利亚的小部分沿海地區以外的絕大部分看到。其中除南極洲以外的地區都在12月5日看到日食，而南極洲無確定時區，或在12月5日，或在12月6日，部分處於極晝的地區日食從12月5日深夜持續到12月6日凌晨。

### 基本參數
- 類型：日偏食
- 食分最大處（位於南極洲克萊爾海岸以內約127公里）資料：
  - 時間：2029年12月5日15:02:44.9
  - 地點：67°30′S 135°42′E / 67.5°S 135.7°E[3]
  - 食分：0.8910（日食帶內最大）[4]

## 相關的日食

### 2029-2032年的日食
月球交替位於相對的月球交點時，以半個交點年（食年），即約177天又4小時間隔出現下列日食。
註：2029年1月14日和2029年7月11日的日偏食屬於上一組交點年系列。
| 日食列表  |           |           |           |           |           |           |           |           |           |           |           |
| 1997-2000 | 2000-2003 | 2004-2007 | 2008-2011 | 2011-2014 | 2015-2018 | 2018-2021 | 2022-2025 | 2026-2029 | 2029-2032 | 2033-2036 | 2036-2039 |

| 降交點   | 降交點                   |          | 升交點                   | 升交點 |
| 沙羅周期 | 地圖                     | 沙羅周期 | 地圖                     |        |
| 118      | 2029年6月12日 偏食（北） | 123      | 2029年12月5日 偏食（南） |        |
| 128      | 2030年6月1日 環食        | 133      | 2030年11月25日 全食      |        |
| 138      | 2031年5月21日 環食       | 143      | 2031年11月14日 全環食    |        |
| 148      | 2032年5月9日 環食        | 153      | 2032年11月3日 偏食（北） |        |

### 沙羅周期
沙羅周期長度為18年11天。本次日食屬於沙羅周期123，共包含70次日食，依次為1074年4月29日至1164年6月21日的6次日偏食、1182年7月2日至1651年4月19日27次日環食、1669年4月30日至1705年5月22日的3次全環食（亦稱混合食）、1723年6月3日至1957年10月23日的14次日全食、1975年11月3日至2318年5月31日的20次日偏食，總共歷時1244.08年。其中最長的全食發生於1813年7月27日，共持續了3分27秒。
下表列舉了1901年至2100年間發生的屬於該周期的日食，是第47至57次：
| 47             | 48            | 49             |
| -------------- | ------------- | -------------- |
| 1903年9月21日  | 1921年10月1日 | 1939年10月12日 |
| 50             | 51            | 52             |
| 1957年10月23日 | 1975年11月3日 | 1993年11月13日 |
| 53             | 54            | 55             |
| 2011年11月25日 | 2029年12月5日 | 2047年12月16日 |
| 56             | 57            |                |
| 2065年12月27日 | 2084年1月7日  |                |

## 資料來源
1. ↑  樊忠玉. . 中国天文科普网.   [2018-02-02]. （原始内容存档于2014-09-17）.
2. ↑  Fred Espenak. . NASA Eclipse Web Site.   [2018-02-02]. （原始内容存档于2020-10-24）.（英文）
3. ↑  Fred Espenak. . NASA Eclipse Web Site.   [2018-02-02]. （原始内容存档于2020-10-20）.（英文）
4. ↑  Fred Espenak. . NASA Eclipse Web Site.   [2018-02-02]. （原始内容存档于2016-03-05）.（英文）
5. ↑  Fred Espenak. . NASA Eclipse Web Site.（英文）

## 外部連結
- NASA日食專頁（页面存档备份，存于）（英文）
- 可見區域圖和時間統計：由弗雷德·埃斯佩納克做出的日食預報，NASA/GSFC
  - 貝塞爾元素

| \| \| 日食 \|                             |                              |                                          |
| 上一次日食： 2029年7月11日日食 （日偏食） | 2029年12月5日日食 （日偏食） | 下一次日食： 2030年6月1日日食 （日環食） |
| 上一次日偏食： 2029年7月11日日食          | 2029年12月5日日食 （日偏食） | 下一次日偏食： 2032年11月3日日食         |
|                                           | 日食                         |                                          |